# Freycinetia lalokiensis
Freycinetia lalokiensis är en enhjärtbladig växtart som beskrevs av Huynh. Freycinetia lalokiensis ingår i släktet Freycinetia och familjen Pandanaceae. Inga underarter finns listade.